# Excreció
L'excreció és l'expulsió del cos de qualsevol substància líquida o sòlida de rebuig. L'activitat de les cèl·lules produeix residus com el diòxid de carboni o la urea. Els éssers vius tenen uns òrgans que s'encarreguen d'eliminar aquestes substàncies i la funció que fan s'anomena excreció.

## Sistema excretor en líquids
- L'orina s'elabora en els dos ronyons i és conduïda pels conductes anomenats urèters a la bufeta on s'emmagatzema i d'allí sortirà a l'exterior per un altre conducte: la uretra.
- L'orina conté aigua, clorur de sodi, urea i àcid úric, aquests dos últims compostos són tòxics per l'organisme.
- La urea procedeix de les proteïnes dels aliments ingerits i es forma al fetge.
- La micció es produeix quan s'expulsa l'orina a través de la uretra, la qual té un esfínter que permet que estigui tancada voluntàriament. La contracció de la bufeta empeny l'orina i aquesta surt a l'exterior pel meat urinari.
- La suor amb la mateixa composició que l'orina però menys concentrada, és excretada per les glàndules sudorípares.

## Invertebrats
Els protozous, les esponges i els celenterats no tenen òrgans excretors i les seves cèl·lules eliminen els residus llençant-los directament a l'exterior. En alguns invertebrats hi ha òrgans excretors que recullen substàncies de rebuig i les transporten a l'exterior de l'animal.
- Platihelmints: Els platihelmints fan l'excreció a través de cèl·lules especials, les cèl·lules flamígeres. La cèl·lula flamígera absorbeix líquid i els envia, per mitjà de canal, als porus excretors.
- Anèl·lids: Els anèl·lids i els mol·luscs tenen nefridis o tubs amb un extrem en forma d'embut, dins d'un anell que s'obre en l'anell següent.
- Insectes: Els òrgans excretors dels insectes i dels miriàpodes són els tubs de Malpighi, que recullen els residus de la sang i els aboquen cap al tub digestiu.

## Mamífers
En els mamífers, hi ha diferents òrgans que participen en l'excreció. Els òrgans principals són els ronyons que expulsen els residus en forma d'orina. El pulmons expulsen el diòxid de carboni i la pell expulsa suor. Els aliments no digerits són expulsats per l'anus.

## Sistema excretor de sòlids
La femta prové de la digestió dels aliments i està formada per restes d'aliments no digerits, superfície mucosa i altres substàncies secretades per les parets intestinals i del líquid biliar. El procés d'expulsió de l'excrement comença quan el contingut fecal del còlon passa al recte dins d'un acte reflex, aleshores el recte es disten i provoca la dilatació de l'esfínter intern de l'anus mentre l'esfínter extern es dilata voluntàriament. També hi intervé l'acció dels músculs abdominals. La medul·la lumbosacra és el centre d'aquest segon procés.